# 12 sonate per violino, op. 5
Le Sonate à violino e violone o cimbalo sono delle composizioni di Arcangelo Corelli, esse sono state pubblicate a Roma nel 1700. La prima edizione è dedicata a Sofia Carlotta, elettrice di Federico, monarca del Brandeburgo.
Queste sonate si suddividono in sonate da chiesa (n. I-VI) e sonate da camera (n. VII-XII).
L'ultima sonata è la celebre "Follia", che contiene 23 variazioni per violino solo.

## Struttura
Sonata I in re maggiore
1. Grave - Allegro - Adagio - Grave - Allegro - Adagio
2. Allegro
3. Allegro
4. Adagio
5. Allegro

Sonata II in si♭ maggiore
1. Grave
2. Allegro
3. Vivace
4. Adagio
5. Vivace

Sonata III in do maggiore
1. Adagio
2. Allegro
3. Adagio
4. Allegro
5. Allegro

Sonata IV in fa maggiore
1. Adagio
2. Allegro
3. Vivace
4. Adagio
5. Allegro

Sonata V in sol minore
1. Adagio
2. Vivace
3. Adagio
4. Vivace
5. Giga: Allegro

Sonata VI in la maggiore
1. Grave
2. Allegro
3. Allegro
4. Adagio
5. Allegro

Sonata VII in re minore
1. Preludio: Vivace
2. Corrente: Allegro
3. Sarabanda: Largo
4. Giga: Allegro

Sonata VIII in mi minore
1. Preludio: Largo
2. Allemanda: Allegro
3. Sarabanda: Largo
4. Giga: Allegro

Sonata IX in la maggiore
1. Preludio: Largo
2. Giga: Allegro
3. Adagio
4. Gavotta: Allegro

Sonata X in fa maggiore
1. Preludio: Adagio
2. Allemanda: Allegro
3. Sarabanda: Largo
4. Gavotta: Allegro
5. Giga: Allegro

Sonata XI in mi maggiore
1. Preludio: Adagio
2. Allegro
3. Adagio
4. Vivace
5. Gavotta: Allegro

Sonata XII in re minore, "Follia"
1. Adagio  -Allegro - Adagio - Vivace - Allegro - Andante -  Allegro - Adagio - Allegro